# (3628) Božněmcová
(3628) Božněmcová es un asteroide perteneciente al cinturón de asteroides, descubierto el 25 de noviembre de 1979 por Zdeňka Vávrová   desde el Observatorio Kleť, České Budějovice, República Checa.

## Designación y nombre
Designado provisionalmente como 1979 WD. Fue nombrado Božněmcová en honor a la novelista checa Božena Němcová.